# Селселе (шахрестан)
Селселе́ (перс. شهرستان سلسله‎) — одна из 9 областей (шахрестанов) иранской провинции Лурестан. Административный центр — город Алештар.
В состав шахрестана входят районы (бахши):
- Меркези (центральный) (بخش مرکزی)
- Фирузабад (بخش فیروزآباد), с центром в городе Фирузабад.

Население области на 2006 год составляло 73 819 человек.

## Населённые пункты
| Русское название | Оригинальное название (фарси) | Население, чел. (2006) |
| ---------------- | ----------------------------- | ---------------------- |
| Алештар          | الشتر                         | 28 306                 |
| Фирузабад        | فيروزاباد                     | 2 857                  |
| Темелиуйе        | تمليه                         | 1 340                  |